# جيف لورانس
جيف لورانس (بالإنجليزية: Jeff Lawrence)‏ هو رائد أعمال أمريكي، ولد في 14 نوفمبر 1957 في كليفلاند في الولايات المتحدة.